# محمد عبد المحسن الرفاعي
محمد السيد عبد المحسن محمد الرفاعي، وزير الكهرباء والماء الكويتي السابق مُنذ عام 1985 حتى 1988.

## السيرة الشخصية
ولد بالكويت، وتلقى تعليمه بالمدرسة الأحمدية، وبعد أن أتم دراسته الثانوية اتجه الي الجامعة وتخرج، وبعد التخرج انخرط بالعمل السياسي فأختير وزيرا للكهرباء والماء في الحكومة الثانية عشر عام 1985 والثالثة عشر 1988، وبعد انتهاء عمله الوزراي اتجه الي العمل التجاري الخاص.